# Marvin Sewell
Marvin Sewell (Chicago) is een Amerikaanse jazz- en bluesgitarist, die misschien wel de beste gitarist 'waar je nog nooit van hebt gehoord' wordt genoemd. Hij is geboren en opgegroeid in Chicago, waar hij studeerde aan het Chicago Musical College aan de Roosevelt-universiteit.
Sinds 1990 is hij woonachtig in New York. Hij speelde met veel toonaangevende jazzartiesten, met name Cassandra Wilson, Jack DeJohnette, Lizz Wright en Jason Moran. Hij leidt ook de Marvin Sewell Group.
Hij trad op met Cassandra Wilson op twee nummers in de PBS-documentaire van 2003, Martin Scorsese Presents the Blues: A Musical Journey.

## Discografie

### Als leader
- 2005: The Worker's Dance

### Als sideman
- 1993:	With All Your Heart, Lonnie Plaxico
- 1993: Exile's Gate, Gary Thomas
- 1994: Extra Special Edition, Jack DeJohnette
- 1996:	Overkill, Gary Thomas
- 1996:	Art Forum, Greg Osby
- 1998: Traveling Miles, Cassandra Wilson
- 1999:	Inside, David Sanborn
- 1999:	Chicago, Yoron Israel & Organic
- 2000:	How Can I Keep From Singing?, René Marie
- 2002: Belly of the Sun, Cassandra Wilson
- 2003	Wise Children, Tom Harrell
- 2004: Same Mother, Jason Moran
- 2006:	Artist in Residence, Jason Moran
- 2008: Loverly, Cassandra Wilson
- 2009:	Closer to You: The Pop Side, Cassandra Wilson
- 2010:	Silver Pony, Cassandra Wilson
- 2010:	Fellowship, Lizz Wright
- 2014:	Southern Comfort, Regina Carter
- 2014:	Landmarks, Brian Blade & The Fellowship Band
- 2014:	Beautiful Life, Dianne Reeves
- 2015: The Evolution of Oneself, Orrin Evans
- 2016:	Dazzling Blue: The Music of Paul Simon, Alexis Cole
- 2017: Grace, Lizz Wright
- 2017:	Ella: Accentuate the Positive, Regina Carter
- 2020: Be Water, Christian Sands